# Wonder Woman (film 2017)
Wonder Woman – amerykański fantasy film akcji na podstawie serii komiksów o superbohaterce o tym samym imieniu wydawnictwa DC Comics. Za reżyserię odpowiadała Patty Jenkins, a za scenariusz Allan Heinberg. W rolach głównych wystąpili: Gal Gadot, Chris Pine, Robin Wright, Danny Huston, David Thewlis, Connie Nielsen i Elena Anaya.
Jest to czwarty film należący do franczyzy DC Extended Universe. Jego światowa premiera miała miejsce 15 maja 2017 roku w Szanghaju, natomiast w Polsce zadebiutował 2 czerwca tego samego roku. Kontynuacja, Wonder Woman 1984, miała premierę w 2020 roku.

## Obsada
| Polski dubbing |
| • Olga Bołądź jako Diana Prince / Wonder Woman • Kamil Kula jako Steve Trevor • Joanna Węgrzynowska-Cybińska jako Antiope • Jakub Wieczorek jako Erich Ludendorff • Krzysztof Cybiński jako Ares • Magdalena Cielecka jako Hippolita • Klementyna Umer jako Maru / Doktor Trucizna |

- Gal Gadot jako Diana Prince / Wonder Woman, amazońska księżniczka i nieśmiertelna półbogini, córka Zeusa[2].
- Chris Pine jako Steve Trevor, oficer wywiadu Armii Stanów Zjednoczonych podczas I wojny światowej, obiekt uczuć Diany[3].
- Robin Wright jako Antiope, ciotka Diany i generał Themysciry[4].
- Danny Huston jako Erich Ludendorff, generał niemieckiej armii podczas I wojny światowej[5].
- David Thewlis jako sir Patrick / Ares, brytyjski dyplomata, który okazuje się być synem Zeusa i przyrodnim bratem Diany[5].
- Connie Nielsen jako Hippolita, matka Diany i królowa Themysciry[6].
- Elena Anaya jako Maru / Doktor Trucizna, szalona naukowiec współpracująca z generałem Ludendorffem, specjalizująca się w chemii, a zwłaszcza w truciznach[5].

W filmie wystąpili również: Lisa Loven Kongsli jako Menalippe, porucznik Antiope; Lucy Davis jako Etta Candy, asystentka Trevora; Saïd Taghmaoui jako Sameer, agent pomagający Stevenowi; Ewen Bremner jako Charlie, mający problem z alkoholem Szkot, sojusznik Trevora oraz Mayling Ng, Florence Kasumba, Madeleine Vall, Ann Wolfe, Doutzen Kroes i Samantha Jo jako Amazonki: Orana, Acantha, Egeria, Artemis, Venelia i Euboea.

## Produkcja

### Rozwój projektu
Pierwsze plany produkcji filmu Wonder Woman pojawiły się w 1996 roku z Ivanem Reitmanem jako producentem i reżyserem. W październiku 1999 roku ujawniono, że Jon Cohen przygotowuje adaptację dla producenta Joela Silvera i studia Warner Bros, gdzie do tytułowej roli była brana pod uwagę Sandra Bullock. W styczniu 2001 roku Silver zaproponował Toddowi Alcottowi napisanie scenariusza oraz poinformowano, że Silver Pictures będzie współprodukowało film. Na tym etapie było kilka projektów scenariusza, które stworzyli Alcott, Jon Cohen, Becky Johnston i Philip Levens. W sierpniu 2003 roku Levns został zastąpiony przez Laetę Kalogridis.
W marcu 2005 roku Warner Bros. i Silver Pictures ogłosili, że Joss Whedon napisze scenariusz i wyreżyseruje film. W 2006 roku poinformowano, że Priyanka Chopra negocjuje tytułową rolę w filmie. W lutym 2007 roku Whedon porzucił projekt. W tym samym miesiącu zatrudniono Matthew Jennisona i Brenta Stricklanda do napisania scenariusza. W 2010 roku szef Warner Bros. poinformował, że Wonder Woman jest nadal w trakcie rozwoju razem z dwoma innymi filmami na podstawie DC Comics, The Flash i Aquaman.
W październiku 2014 roku Warner Bros. ujawniło listę produkcji na podstawie komiksów DC Comics, z których zbuduje własne uniwersum filmowe. Wśród nich znalazł się film Wonder Woman z premierą w czerwcu 2017 roku. W tym samym miesiącu poinformowano, że studio poszukuje kobiety na stanowisko reżysera filmu, wśród nich brane były pod uwagę Kathryn Bigelow, Catherine Hardwicke, Mimi Leder, Karyn Kusama, Julie Taymor, Michelle MacLaren i Tricia Brock. W listopadzie tego samego roku poinformowano, że studio wybrało MacLaren do wyreżyserowania filmu oraz Charles Roven, Zack Snyder i Deborah Snyder będą odpowiedzialni za produkcję. W grudniu tego samego roku poinformowano, że Jason Fuchs jest rozważany do napisania scenariusza. W kwietniu 2015 roku MacLaren opuściła projekt z powodu różnic twórczych między nią a studiem. Kilka dni później poinformowano, że za reżyserię odpowiedzialna będzie Patty Jenkins. W lipcu 2016 roku ujawniono, że scenariusz został napisany przez Allana Heinberga i Geoffa Johnsa.

### Casting
W listopadzie 2013 roku poinformowano, że Gal Gadot, Élodie Yung i Olga Kurylenko były przesłuchiwane do ważnej roli kobiecej w filmie Batman v Superman: Świt sprawiedliwości. W grudniu 2013 roku Gal Gadot podpisała kontrakt na udział w filmie oraz obejmujący solowy film i dwie części Justice League. W maju 2015 roku poinformowano, że Chris Pine negocjuje ze studiem rolę Steve'a Trevora. W lipcu tego samego roku poinformowano, że aktor podpisał kontrakt na kilka filmów. W listopadzie 2015 roku do obsady dołączyli: Saïd Taghmaoui, Robin Wright, Danny Huston, David Thewlis, Ewen Bremner, Elena Anaya i Lucy Davis. W styczniu 2016 roku Connie Nielsen dołączyła do obsady jako królowa Hippolita. W lutym 2016 roku poinformowano, że Davis zagra Ettę Candy. W marcu tego samego roku ujawniono, że Wright zagra Antiope oraz w filmie zagra Lisa Loven Kongsli jako Menalippe.

### Zdjęcia i postprodukcja
W sierpniu 2015 roku poinformowano, że Bill Westenhofer będzie odpowiadał za efekty specjalne. W listopadzie tego samego roku, ogłoszono, że Matthew Jensen odpowiadać będzie za zdjęcia, Martin Walsh za montaż, Aline Bonetto za scenografię, a Lindy Hemming za kostiumy. Zdjęcia do filmu rozpoczęły się 14 listopada 2015 roku. Większość filmu kręcona była w studiach Warner Bros. w Leavesden w Wielkiej Brytanii. W marcu 2016 roku zdjęcia przeniosły się do Włoch, a następnie do Francji. Zdjęcia zakończyły się 9 maja 2016 roku.

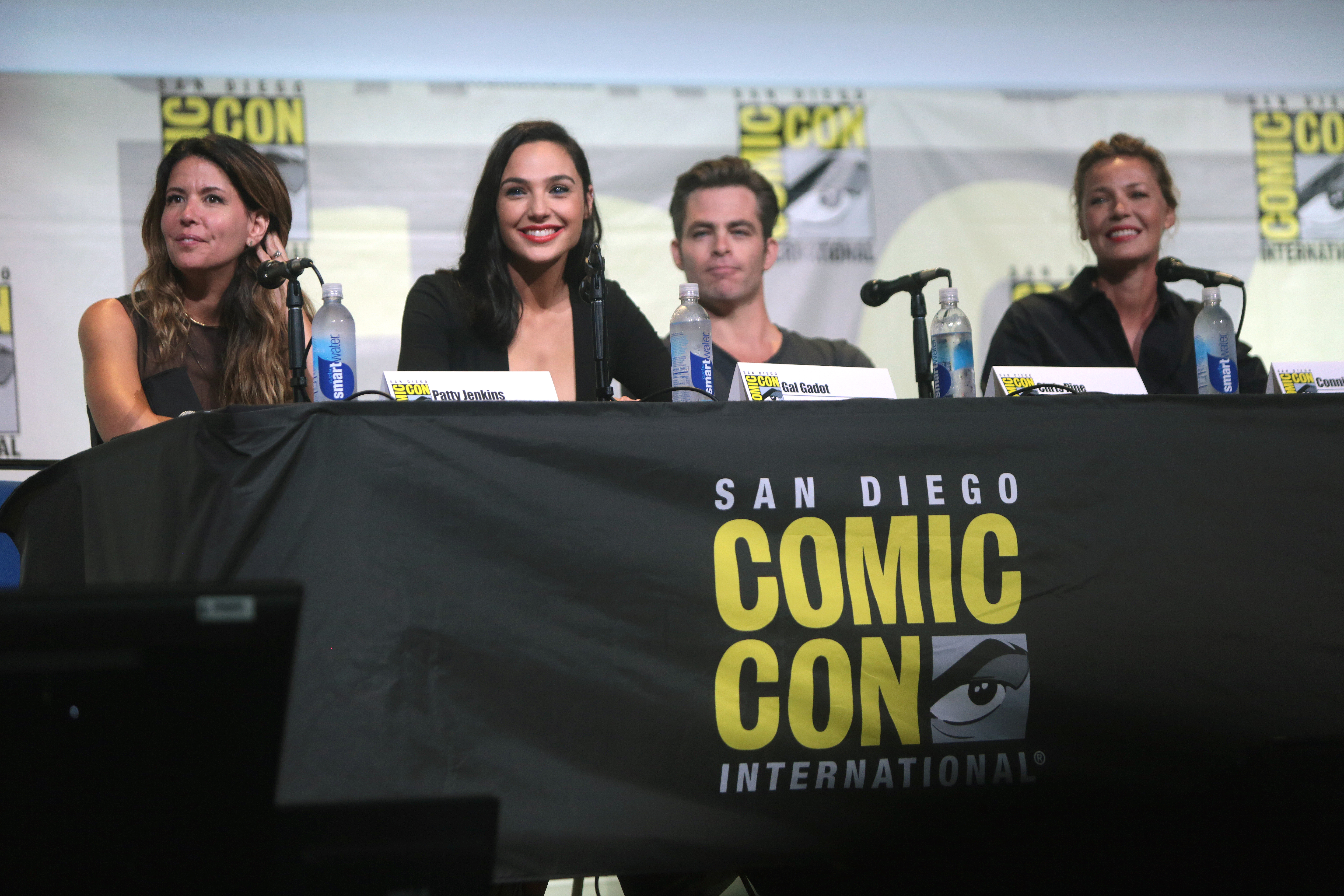
Reżyser filmu i obsada podczas San Diego Comic-Con 2016

## Promocja
23 lipca 2016 roku Jenkins, Gadot, Pine, Nielsen pojawili się podczas panelu na San Diego Comic-Conie, gdzie zaprezentowano pierwszy zwiastun filmu.

## Wydanie
Jego światowa premiera miała miejsce 15 maja 2017 roku w Szanghaju. Amerykańska i polska premiera została odbyła się 2 czerwca tego samego roku. Początkowo data ta wyznaczona była na 23 czerwca tego samego roku.

## Odbiór

### Box office
W Stanach Zjednoczonych i Kanadzie film zarobił blisko 413 mln USD. W innych krajach przychody wyniosły ponad 409, a łączny przychód z biletów wyniósł blisko 822 miliony dolarów.

### Krytyka w mediach
Film spotkał się z dobrą reakcją krytyków. W serwisie Rotten Tomatoes 93% z 479 recenzji uznano za pozytywne, a średnia ocen wyniosła 7,7/10. Na portalu Metacritic średnia ocen z 50 recenzji wyniosła 76 punktów na 100.